# The Beatles Box Set
The Beatles Box Set ist eine Zusammenstellung sämtlicher britischer Studioalben der Musikgruppe Beatles. Die Box enthält die zwölf Alben, die von 1963 bis 1970 veröffentlicht wurden, sowie das US-amerikanische Kompilationsalbum Magical Mystery Tour und Past Masters. Die Veröffentlichung der Box erfolgte am 15. November 1988.

## Entstehung
Die Markteinführung der CD erfolgte im Jahr 1982, in den 1990er Jahren dominierten die CD-Verkaufsumsätze gegenüber den der Langspielplatte. Im Dezember 1983 wurde in Japan von der EMI-Odeon mit Abbey Road weltweit die erste CD der Beatles veröffentlicht. Aufgrund von rechtlichen Problemen wurde die Herstellung im Jahr 1985 eingestellt.
Mit der erstmaligen legalen Veröffentlichung der Beatles-Alben im CD-Format zwischen dem 26. Februar und dem 20. Oktober 1987 entschied die EMI, dass grundsätzlich weltweit nur noch die zwölf britischen Studioalben hergestellt werden sollten, zusätzlich wurde das US-amerikanische Kompilationsalbum Magical Mystery Tour dem Kernkatalog der Beatles hinzugefügt. Bis zu der Veröffentlichung der Box The Capitol Albums Vol. 1 im Jahr 2004 wurden keine weiteren US-amerikanischen beziehungsweise „nicht-britischen“ Alben legal auf CD veröffentlicht. The Beatles Box Set enthält folgende Alben:
- Please Please Me [2]
- With the Beatles [3]
- A Hard Day’s Night [4]
- Beatles for Sale [5]
- Help! [6]
- Rubber Soul [7]
- Revolver [8]
- Sgt. Pepper’s Lonely Hearts Club Band [9]
- Magical Mystery Tour [10]
- The Beatles [11]
- Yellow Submarine [12]
- Abbey Road [13]
- Let It Be [14]
- Past Masters

Über die Herstellung der CD-Versionen der Beatles-Alben gibt es nur wenige gesicherte Informationen. Die ersten vier Alben Please Please Me, With the Beatles, A Hard Day’s Night und Beatles for Sale weisen auf der Rückseite der CD-Hüllen den SPARS Code AAD auf, was bedeutet, dass die vier analogen Masterbänder der Alben mit einem analogen Tonbandgerät transferiert und anschließend digital gemastert wurden. George Martin entschied, diese vier Alben ausschließlich in Mono zu veröffentlichen, was bei den Käufern teilweise auf Unverständnis stieß, da es Stereoversionen der Alben gab und der Toningenieur Mike Jarrett laut eigener Aussage digitale Stereo- und Mono-Masterbänder vorbereitet hatte.
Ein Sprecher der EMI sagte dazu: „Wir haben auch Stereo-CDs für diese [vier] Alben vorbereitet, aber als George Martin gerufen wurde, um sie zu überprüfen, fand er die Klangqualität so schlecht, dass er keine Alternative sah, als diese vier in Mono zu remixen […].“
Die Masterbänder der Alben wurden mit einem – für die Mitte der 1980er Jahre zeitgemäßen – Zweikopf-Tonbandgerät transferiert, dabei wurde darauf geachtet, dass die originalen Abmischungen erhalten blieben.
George Martin sagte in einem Interview, dass es möglich gewesen wäre, A Hard Day’s Night und Beatles for Sale in Stereo zu veröffentlichen, da man ihn aber erst im Dezember 1986 befragte, war es für ihn terminlich nicht mehr zu bewerkstelligen, bis zum Veröffentlichungstermin im Februar 1987 neue Stereoabmischungen herzustellen. Im Nachhinein war Martin aber mit den Monoversionen sehr zufrieden.
Für die Alben Help! und Rubber Soul stellte George Martin im Jahr 1986, wahrscheinlich in den AIR Studios mit Geoff Emerick, neue digitale Stereo-Abmischungen her, diese beiden Alben trugen den SPARS Code ADD. Mike Jarrett transferierte vorher die Vierspur-Tonbänder auf eine digitale Abmischkonsole. George Martin zentrierte bei einigen Liedern klangtechnisch Tonspuren oder fügte Echo hinzu.
In Kanada wurden irrtümlich die Alben Help! und Rubber Soul mit der Originalabmischung aus dem Jahr 1965 veröffentlicht.
Die Alben Magical Mystery Tour, Abbey Road und Let It Be weisen auf den Rückseitencovern die Bezeichnung Digitally re-mastered auf. Eine neue Abmischung der Alben erfolgte nicht, allerdings wurden beim Album Magical Mystery Tour echte Stereoabmischungen von George Martin und Geoff Emerick mit dem halbkünstlichen I Am the Walrus der deutschen Apple/Hörzu-Veröffentlichung aus dem Jahr 1971 verwendet und nicht die Duophonic-Versionen (Fake-Stereo) der ursprünglichen US-amerikanischen Version aus dem Jahr 1967.
Die Ausstattung der CD-Alben war – außer bei Sgt. Pepper’s Lonely Hearts Club Band – gering, so enthielten die Plastik-CD-Hüllen achtseitige CD-Hefte, die teilweise Bilder und Covertexte der Originalalben wiedergaben.
Die restlichen Lieder der Beatles, die sich nicht auf den Studioalben befanden, wurden auf dem neuen Kompilationsalbum Past Masters zusammengefasst, sodass ab März 1988 alle Lieder der Beatles im CD-Format erhältlich waren.
Die Box beinhaltet 227 Lieder, davon sind Yellow Submarine und All You Need Is Love doppelt, da das erste Lied sich auf dem Album Revolver und Yellow Submarine und All You Need Is Love auf den Alben Magical Mystery Tour und Yellow Submarine befindet.
Das Mastering-Projekt des Beatles-Kataloges wurde neben George Martin vom Toningenieur der Abbey Road Studios Mike Jarrett überwacht.
Die Langspielplatten der Beatles wurden ebenfalls remastert und die Herstellung der ursprünglichen Langspielplatten eingestellt.
Die Veröffentlichungen erfolgten in schwarzen CD- und LP-Holzboxen, wobei die CD-Box 15 CDs, die LP-Box 14 LPs enthält, da Past Masters ein Doppel-LP-Album ist. Die LP-Box war auf 6000 Einheiten limitiert.
Beide Boxen enthalten jeweils ein 60-seitiges Heft, das Erläuterungen zu der Karriere und den Liedern beinhaltet.

## Auszeichnungen für Musikverkäufe
Im Februar 2001 wurde die Box in den USA mit einer Platin-Schallplatte für 72.000 Exemplare.
| Land/Region               | Auszeichnungen für Musikverkäufe (Land/Region, Auszeichnung, Verkäufe) | Verkäufe |
| ------------------------- | ---------------------------------------------------------------------- | -------- |
| Vereinigte Staaten (RIAA) | Platin                                                                 | 72.000   |
| Insgesamt                 | 1× Platin ·                                                            | 72.000   |

Hauptartikel: The Beatles/Auszeichnungen für Musikverkäufe